# Campionato nazionale Dante Berretti 2010-2011
Il campionato nazionale "Dante Berretti" 2010-2011 è la 45ª edizione del campionato nazionale Dante Berretti. Le detentrici del trofeo sono l'Atalanta e il Novara.

## Fase a gironi

### Girone A

#### Classifica girone A
|  |     | Classifica 2010-11 | Pt | G  |
|  | --- | ------------------ | -- | -- |
|  | 1.  | Canavese           | 62 | 28 |
|  | 2.  | Milan              | 58 | 28 |
|  | 3.  | Como               | 55 | 28 |
|  | 4.  | Monza              | 54 | 28 |
|  | 5.  | Savona             | 47 | 28 |
|  | 6.  | Renate             | 44 | 28 |
|  | 7.  | Pavia              | 43 | 28 |
|  | 8.  | Pro Patria         | 39 | 28 |
|  | 9.  | Sanremese          | 35 | 28 |
|  | 10. | Valenzana          | 34 | 28 |
|  | 11. | Pro Belvedere      | 33 | 28 |
|  | 12. | Varese             | 29 | 28 |
|  | 13. | Casale             | 27 | 28 |
|  | 14. | Alessandria        | 22 | 28 |
|  | 15. | Villacidrese       | 13 | 28 |

- In giallo le squadre qualificate direttamente
- Milan qualificato nel torneo Serie A-B

### Girone B

#### Classifica girone B
|  |     | Classifica 2010-11 | Pt | G  |
|  | --- | ------------------ | -- | -- |
|  | 1.  | Verona             | 68 | 30 |
|  | 2.  | Brescia            | 66 | 30 |
|  | 3.  | Atalanta           | 61 | 30 |
|  | 4.  | Lumezzane          | 50 | 30 |
|  | 5.  | Cremonese          | 49 | 30 |
|  | 6.  | Lecco              | 49 | 30 |
|  | 7.  | Bassano Virtus     | 48 | 30 |
|  | 8.  | Pergocrema         | 43 | 30 |
|  | 9.  | Tritium            | 43 | 30 |
|  | 10. | Sambonifacese      | 36 | 30 |
|  | 11. | Südtirol           | 33 | 30 |
|  | 12. | Montichiari        | 33 | 30 |
|  | 13. | Rodengo Saiano     | 31 | 30 |
|  | 14. | Mezzocorona        | 26 | 30 |
|  | 15. | Feralpisalò        | 23 | 30 |
|  | 16. | Sacilese           | 15 | 30 |

- In giallo le squadre qualificate direttamente
- Brescia qualificato nel torneo Serie A-B
- Atalanta ammessa al turno di qualificazione Serie A-B

### Girone C

#### Classifica girone C
|  |     | Classifica 2010-11   | Pt | G  |
|  | --- | -------------------- | -- | -- |
|  | 1.  | SPAL                 | 70 | 30 |
|  | 2.  | Spezia               | 66 | 30 |
|  | 3.  | Prato                | 66 | 30 |
|  | 4.  | Virtus Entella       | 59 | 30 |
|  | 5.  | Carpi                | 50 | 30 |
|  | 6.  | Crociati Noceto      | 39 | 30 |
|  | 7.  | Reggiana             | 39 | 30 |
|  | 8.  | Pisa                 | 37 | 30 |
|  | 9.  | Carrarese            | 37 | 30 |
|  | 10. | Lucchese             | 36 | 30 |
|  | 11. | Ravenna              | 36 | 30 |
|  | 12. | San Marino           | 35 | 30 |
|  | 13. | Livorno              | 28 | 30 |
|  | 14. | Bellaria Igea Marina | 28 | 30 |
|  | 15. | Giacomense           | 24 | 30 |
|  | 16. | Viareggio            | 18 | 30 |

- In giallo le squadre qualificate direttamente

### Girone D

#### Classifica girone D
|  |     | Classifica 2010-11 | Pt | G  |
|  | --- | ------------------ | -- | -- |
|  | 1.  | Atletico Roma      | 68 | 28 |
|  | 2.  | Latina             | 59 | 28 |
|  | 3.  | Foligno            | 58 | 28 |
|  | 4.  | Giulianova         | 56 | 28 |
|  | 5.  | Pomezia            | 53 | 28 |
|  | 6.  | Sangiovannese      | 41 | 28 |
|  | 7.  | Celano             | 39 | 28 |
|  | 8.  | Ternana            | 37 | 28 |
|  | 9.  | Poggibonsi         | 35 | 28 |
|  | 10. | Gavorrano          | 27 | 28 |
|  | 11. | Gubbio             | 25 | 28 |
|  | 12. | Isola Liri         | 24 | 28 |
|  | 13. | Fondi              | 22 | 28 |
|  | 14. | Fano               | 17 | 28 |
|  | 15. | L'Aquila           | 16 | 28 |

- In giallo le squadre qualificate direttamente

### Girone E

#### Classifica girone E
|  |     | Classifica 2010-11 | Pt | G  |
|  | --- | ------------------ | -- | -- |
|  | 1.  | Benevento          | 61 | 28 |
|  | 2.  | Virtus Lanciano    | 56 | 28 |
|  | 3.  | Pescara            | 52 | 28 |
|  | 4.  | Fidelis Andria     | 52 | 28 |
|  | 5.  | Napoli             | 50 | 28 |
|  | 6.  | Aversa Normanna    | 45 | 28 |
|  | 7.  | Matera             | 43 | 27 |
|  | 8.  | Neapolis           | 42 | 28 |
|  | 9.  | Taranto            | 39 | 27 |
|  | 10. | Brindisi           | 39 | 28 |
|  | 11. | Barletta           | 39 | 28 |
|  | 12. | Chieti             | 37 | 28 |
|  | 13. | Foggia             | 18 | 28 |
|  | 14. | Campobasso         | 14 | 28 |
|  | 15. | Melfi              | 13 | 28 |

- In giallo le squadre qualificate direttamente
- Pescara qualificato nel torneo Serie A-B
- Napoli ammesso al turno di qualificazione Serie A-B

### Girone F

#### Classifica girone F
|  |     | Classifica 2010-11 | Pt | G  |
|  | --- | ------------------ | -- | -- |
|  | 1.  | Milazzo            | 59 | 28 |
|  | 2.  | Cavese             | 56 | 28 |
|  | 3.  | Salernitana        | 56 | 28 |
|  | 4.  | Sorrento           | 51 | 28 |
|  | 5.  | Siracusa           | 47 | 28 |
|  | 6.  | Juve Stabia        | 41 | 28 |
|  | 7.  | Cosenza            | 40 | 28 |
|  | 8.  | Trapani            | 36 | 28 |
|  | 9.  | Avellino           | 34 | 28 |
|  | 10. | Gela               | 33 | 28 |
|  | 11. | Paganese           | 31 | 28 |
|  | 12. | Catanzaro          | 31 | 28 |
|  | 13. | Vibonese           | 27 | 28 |
|  | 14. | Nocerina           | 23 | 28 |
|  | 15. | Vigor Lamezia      | 21 | 28 |

- In giallo le squadre qualificate direttamente

## Fase Finale Prima e Seconda Divisione

### Fase a gironi

#### Girone 1
| Classifica Gir. 1 | Punti | Vittorie | Pareggi | Sconfitte |
| ----------------- | ----- | -------- | ------- | --------- |
| Prato             | 4     | 1        | 1       | 0         |
| Lumezzane         | 4     | 1        | 1       | 0         |
| Canavese          | 0     | 0        | 0       | 2         |

#### Girone 2
| Classifica Gir. 2 | Punti | Vittorie | Pareggi | Sconfitte |
| ----------------- | ----- | -------- | ------- | --------- |
| Virtus Entella    | 4     | 1        | 1       | 0         |
| Como              | 3     | 1        | 0       | 1         |
| Verona            | 1     | 0        | 1       | 1         |

#### Girone 3
| Classifica Gir. 3 | Punti | Vittorie | Pareggi | Sconfitte |
| ----------------- | ----- | -------- | ------- | --------- |
| SPAL              | 6     | 2        | 0       | 0         |
| Cremonese         | 3     | 1        | 0       | 1         |
| Savona            | 0     | 0        | 0       | 2         |

#### Girone 4
| Classifica Gir. 4 | Punti | Vittorie | Pareggi | Sconfitte |
| ----------------- | ----- | -------- | ------- | --------- |
| Spezia            | 6     | 2        | 0       | 0         |
| Monza             | 3     | 1        | 0       | 1         |
| Lecco             | 0     | 0        | 0       | 2         |

#### Girone 5
| Classifica Gir. 5 | Punti | Vittorie | Pareggi | Sconfitte |
| ----------------- | ----- | -------- | ------- | --------- |
| Virtus Lanciano   | 6     | 2        | 0       | 0         |
| Atletico Roma     | 3     | 1        | 0       | 1         |
| Cavese            | 0     | 0        | 0       | 2         |

#### Girone 6
| Classifica Gir. 6 | Punti | Vittorie | Pareggi | Sconfitte |
| ----------------- | ----- | -------- | ------- | --------- |
| Latina            | 6     | 2        | 0       | 0         |
| Benevento         | 3     | 1        | 0       | 1         |
| Sorrento          | 0     | 0        | 0       | 2         |

#### Girone 7
| Classifica Gir. 7 | Punti | Vittorie | Pareggi | Sconfitte |
| ----------------- | ----- | -------- | ------- | --------- |
| Giulianova        | 3     | 1        | 0       | 1         |
| Milazzo           | 3     | 1        | 0       | 1         |
| Fidelis Andria    | 3     | 1        | 0       | 1         |

#### Girone 8
| Classifica Gir. 8 | Punti | Vittorie | Pareggi | Sconfitte |
| ----------------- | ----- | -------- | ------- | --------- |
| Salernitana       | 4     | 1        | 1       | 0         |
| Aversa Normanna   | 4     | 1        | 1       | 0         |
| Foligno           | 0     | 0        | 0       | 2         |

### Società ammesse ai quarti di finale

#### Girone 1
- Prato

#### Girone 2
- Virtus Entella

#### Girone 3
- SPAL

#### Girone 4
- Spezia

#### Girone 5
- Virtus Lanciano

#### Girone 6
- Latina

#### Girone 7
- Giulianova

#### Girone 8
- Salernitana

### Quarti di finale
| Squadra 1   | Totale | Squadra 2       | Andata | Ritorno |
| ----------- | ------ | --------------- | ------ | ------- |
| Prato       | 1 - 4  | Virtus Entella  | 1 - 2  | 0 - 2   |
| Spezia      | 5 - 3  | SPAL            | 3 - 2  | 2 - 1   |
| Latina      | 1 - 3  | Virtus Lanciano | 0 - 1  | 1 - 2   |
| Salernitana | 3 - 6  | Giulianova      | 1 - 4  | 2 - 2   |

### Semifinale
| Squadra 1       | Risultato | Squadra 2  |
| --------------- | --------- | ---------- |
| Virtus Entella  | 2 - 1     | Spezia     |
| Virtus Lanciano | 4 - 3 ts  | Giulianova |

### Finale
| Bassano del Grappa 2011                                                 | Virtus Entella | 2 – 1 referto | Virtus Lanciano |  |
| \| \| \| \| \| Daidone 29’ Currarino 33’ \| Marcatori \| 90’ Bussoli \| |                |               |                 |  |
|                                                                         |                |               |                 |  |
| Daidone 29’ Currarino 33’                                               | Marcatori      | 90’ Bussoli   |                 |  |

## Fase Finale Serie A-B

### Società ammesse alla qualificazione
Atalanta -  Napoli

#### Qualificazione
| Squadra 1 | Totale | Squadra 2 | Andata | Ritorno |
| --------- | ------ | --------- | ------ | ------- |
| Atalanta  | 3 - 6  | Napoli    | 2 - 3  | 1 - 3   |

### Semifinale
| Squadra 1 | Totale | Squadra 2 | Andata | Ritorno |
| --------- | ------ | --------- | ------ | ------- |
| Brescia   | 2 - 1  | Pescara   | 2 - 0  | 0 - 1   |
| Napoli    | 2 - 0  | Milan     | 0 - 0  | 2 - 0   |

### Finale

#### Andata
| Arbitro: | Roca |

|          |           |            |
| Izzo 86’ | Marcatori | 5’ Defendi |

| Napoli (3-5-2)  |    |                  |             |
|                 |    |                  |             |
| POR             | 1  | Antonio Crispino | Ammonizione |
|                 | 2  | Piscopo          |             |
| DIF             | 3  | Di Donna         | 3’          |
| CEN             | 4  | Vincenzo Gatto   |             |
| DIF             | 5  | Armando Izzo     | 86’         |
| CEN             | 6  | Marco Eligibile  |             |
|                 | 7  | Pesce            |             |
| CEN             | 8  | Carlo Colella    |             |
|                 | 9  | De Vena          |             |
|                 | 10 | Simeri           |             |
| ATT             | 11 | Guerra           |             |
| A disposizione: |    |                  |             |
| POR             | 12 | R.Esposito       |             |
| DIF             | 13 | Esperimenti      | 3’          |
|                 | 14 | Antonio Esposito |             |
|                 | 15 | Romano           |             |
|                 | 16 | Laezza           |             |
|                 | 17 | D'Andrea         |             |
| ATT             | 18 | Ciro Schettino   |             |
| Allenatore:     |    |                  |             |
| Felice Mollo    |    |                  |             |

| Brescia (4-3-3) |    |                     |             |
|                 |    |                     |             |
| POR             | 1  | Alessio Cragno      |             |
| DIF             | 2  | Pietro Tamini       |             |
| DIF             | 3  | Simone Fantoni      |             |
| CEN             | 4  | Marco Messora       |             |
| DIF             | 5  | Stefano Baresi      |             |
| DIF             | 6  | Nicola Falasco      |             |
| CEN             | 7  | Dylan Boateng       | Ammonizione |
| CEN             | 8  | Nanà Welbeck        | 80’         |
| ATT             | 9  | Edoardo Defendi     | 5’          |
| CEN             | 10 | Cristian Pedrinelli |             |
| ATT             | 11 | O'Neal Ephraim      | 57’         |
| A disposizione: |    |                     |             |
| POR             | 12 | Stefano Minelli     |             |
| DIF             | 13 | Nicolò Belotti      |             |
| DIF             | 14 | Lorenzo Tassi       |             |
| CEN             | 15 | Gianmarco Gerevini  | 80’         |
| ATT             | 16 | Matteo Tassi        |             |
| ATT             | 17 | Miljevic Sahpekidis | 57’         |
| ATT             | 18 | Andrea Magrassi     |             |
| Allenatore:     |    |                     |             |
| Ivan Javorčić   |    |                     |             |

#### Ritorno
| Arbitro: | Rocca |

|                  |           |                         |
| Nanà Welbeck 50’ | Marcatori | 20’ D'Andrea 76’ Simeri |

| Brescia (4-2-3-1) |    |                     |     |
|                   |    |                     |     |
| POR               | 1  | Alessio Cragno      |     |
| DIF               | 2  | Pietro Tamini       |     |
| DIF               | 3  | Stefano Baresi      |     |
| DIF               | 4  | Nicola Falasco      |     |
| DIF               | 5  | Simone Fantoni      |     |
| CEN               | 6  | Marco Messora       |     |
| CEN               | 7  | Nanà Welbeck        | 50’ |
| ATT               | 8  | Matteo Tassi        |     |
| CEN               | 9  | Cristian Pedrinelli | 52’ |
| ATT               | 10 | O'Neal Ephraim      |     |
| ATT               | 11 | Edoardo Defendi     |     |
| A disposizione:   |    |                     |     |
| POR               | 12 | Stefano Minelli     |     |
| DIF               | 13 | Nicolò Belotti      |     |
| DIF               | 14 | Lorenzo Tassi       | 52’ |
| DIF               | 15 | Roberto Bonometti   |     |
| CEN               | 16 | Gianmarco Gerevini  |     |
| ATT               | 17 | Andrea Magrassi     |     |
| ATT               | 18 | Miljevic Sahpekidis |     |
| Allenatore:       |    |                     |     |
| Ivan Javorčić     |    |                     |     |

| Napoli (3-4-3)  |    |                    |     |
|                 |    |                    |     |
| POR             | 1  | Antonio Crispino   |     |
|                 | 2  | Piscopo            |     |
| DIF             | 3  | Di Donna           |     |
| DIF             | 4  | Armando Izzo       |     |
| CEN             | 5  | Marco Eligibile    | 13’ |
| CEN             | 6  | Vincenzo Gatto     |     |
| DIF             | 7  | Daniele Donnarumma |     |
|                 | 8  | D'Andrea           | 20’ |
|                 | 9  | Simeri             | 76’ |
|                 | 10 | Romano             |     |
| ATT             | 11 | Guerra             |     |
| A disposizione: |    |                    |     |
| POR             | 12 | R.Esposito         |     |
| CEN             | 13 | Alessandro Diana   |     |
|                 | 14 | Antonio Esposito   | 13’ |
|                 | 15 | Laezza             |     |
|                 | 16 | Pesce              |     |
|                 | 17 | Connola            |     |
| ATT             | 18 | Ciro Schettino     |     |
| Allenatore:     |    |                    |     |
| Felice Mollo    |    |                    |     |